# Paul Grimault
Paul Grimault (Neuilly-sur-Seine, 23 de março de 1905 — Yvelines, 29 de março de 1994) foi um dos mais importantes animadores da França. Realizou muitos filmes com animação tradicional, delicados em estilo, satíricos e líricos. 
Seu trabalho mais importante é La Bergère et le Ramoneur. Começou a fazer o filme em 1948 e como o trabalho estava muito atrasado, o sócio de Grimault, André Sarrut, exibiu o filme inacabado em 1952, contra a vontade de Grimault. Isso causou um atrito entre os sócios e parou a produção. Em 1967, Grimault tomou posse judicialmente do filme e terminou-o sob um novo título, Le Roi et l'Oiseau (O Rei e o Pássaro), em 1980.

## Filmografia

### Longas-metragem
- La Table Tournante (1988)
- Le Roi et l'Oiseau (1980)[3][4][5][6]

### Curtas-metragem
- Le Chien Mélomane (1973)
- Le Diamant (1970)
- Enrico Cuisinier (1954)
- La Bergère et le Ramoneur (1952)[1][2]
- Le Petit Soldat (1947)
- La Flûte Magique (1946)
- Le Voleur de Paratonnerres (1944)
- L´Épouvantail (1943)
- Les Passagers de la Grande Ourse (1943)
- Le Marchand de Notes (1942)
- La Séance de Spiritisme est Terminée (1931)